# Риналдо д'Есте (1618 – 1672)
Вижте пояснителната страница за други личности с името Риналдо д’Есте.
Риналдо д’Есте (на италиански: Rinaldo d’Este; * 10 август 1617, Модена; † 30 септември 1672, пак там) е италиански кардинал от 1641 г., също епископ на Реджо-Гуастала (1650 – 1660), Монпелие (1653 – 1655) и Палестрина (1671 – 1672) и абат на Абатство Клюни (1661 – 1672).

## Произход
Той е син на Алфонсо III д’Есте (* 1591, † 1644), херцог на Модена и Реджо, и на съпругата му принцеса Изабела Савойска (* 1591, † 1626). Негови дядо и баба по бащина линия са Чезаре д’Есте, херцог на Модена и Реджо, и Вирджиния де Медичи, а по майчина – Карл Емануил I Савойски, херцог на Савоя, и Каталина-Микаела Испанска. Има осем братя и пет сестри:
- Чезаре (* 1609, † 1613)
- Франческо I (* 1610; † 1658), херцог на Модена и Реджо, съпруг на сестрите Мария Катерина и Витория Фарнезе, и на Лукреция Барберини;
- Обицо (* 1611, † 1644), епископ на Модена
- Анджела Мария Катерина (* 1613, † 1628), монахиня в Мадрид
- Чезаре (* 1614, † 1677)
- Алесандро (*/† 1615)
- Карло Алесандро (* 1616, † 1679)
- Маргерита (* 1619; † 1692), херцогиня на Гуастала като съпруга на Феранте III Гонзага
- Беатриче Франческа (* 1619, †  1620)
- Беатриче (* 1622, † 1622)
- Филиберто (* 1623, † 1645), послушник в Капуцинския орден
- Бонифачо (* 1624, † 1624)
- Анна Беатриче (* 1626; † 1690), херцогиня на Мирандола като съпруга на Алесандро II Пико

Да не се бърка с племенника му Риналдо д’Есте, кардинал (1688 – 1695).

## Биография
В много млада възраст първо започва военна кариера, но след това полага своите обети.
През 1629 г. Алфонсо I д’Есте абдикира и Херцогство Модена и Реджо преминава към по-големия брат на Риналдо, Франческо I.
В консисторията от 16 декември 1641 г. Риналдо е направен кардинал от папа Урбан VIII, но получава титлата на кардинал дякон на Санта Мария дела Скала едва на 28 ноември 1644 г., избирайки веднага след това (12 декември) тази на Сан Никола ин Карчере и, до номинирането на кардинал Камило Памфили от папа Инокентий X е най-младият кардинал в Италия.
През 1650 г. е направен епископ на Реджо Емилия – позиция, която заема до 1660 г., а през 1653 г. кралят на Франция го прави епископ на Монпелие, без обаче той да получи каноничната була от Светия престол, което не може да позволи на епископ да натрупа две епископски седалища.
През 1661 г. той става абат комендатор на Клюни, на Сан Вааст и на други абатства в Италия и Франция.
Завръща се да управлява херцогството по различни поводи, когато брат му е зает да се бие в чужбина. Франческо умира през 1658 г. и е наследен от сина си Алфонсо IV. Риналдо също е регент на своя племенник Франческо II, син на Алфонсо IV, който наследява баща си на 2 г. през 1662 г.
Риналдо е кардинал протодякон от 1666 до 1668 г. и на този пост обявява избора на папа Климент IX .
През 1668 г. става кардинал презвитер на Санта Пуденциана, а на 18 март 1671 г. – кардинал протопрезвитер, с което преминава към титлата Сан Лоренцо ин Лучина. На 24 август същата година става кардинал епископ на Палестрина.
Умира на 30 септември 1672 г. в Модена на 54 г. и тялото му е погребано в Капуцинската църква в този град. През 1838 г. останките му са преместени в църквата на мъченика Сан Винченцо.